# Ялонен, Юкка
Ю́кка Пертти Юхани Я́лонен (фин. Jukka Pertti Juhani Jalonen; род. 2 ноября 1962, Рийхимяки, Хяме) — финский хоккеист и тренер.

## Карьера

### Игрока
Как игрок выступал за финские клубы ЮП и «Ахмат Хювинкяа». В составе студенческой сборной Финляндии стал бронзовым призёром 14-й Зимней Универсиады, прошедшей в Софии в 1989 году.

### Тренера

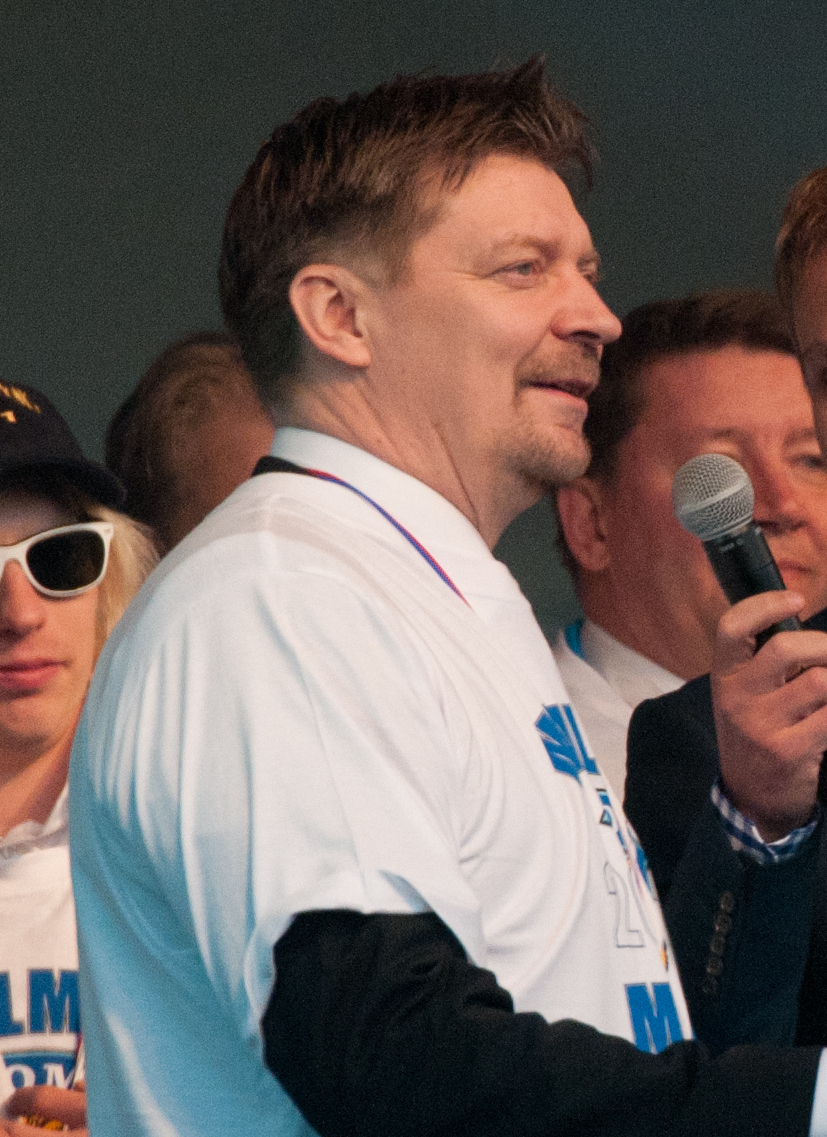
Ялонен во время празднования победы на ЧМ-2011

В начале тренерской карьеры работал с юношеской сборной Финляндии, финскими клубами «Ильвес», «Лукко», «Спорт», а также с итальянским «Аллеге» и британским «Ньюкасл Риверкингс» / «Ньюкасл Джестерс». В 2001—2007 годах тренировал ХПК; под его руководством клуб стал чемпионом Финляндии в 2006 году (в том же году Юкка Ялонен получил трофей Калеви Нумминена — лучшему тренеру СМ-Лиги), четырежды становился бронзовым призёром СМ-Лиги, а в январе 2007 года стал вторым в Кубке европейских чемпионов.
В сезоне 2007/08 был ассистентом тренера сборной Финляндии, в 2008 году возглавил сборную и занимал эту должность до ЧМ-2013 включительно; во главе сборной выиграл чемпионат мира 2011 года и стал бронзовым призёром Олимпиады-2010. В конце 2012 года возглавил петербургский СКА. В 2013 году под руководством Ялонена СКА завершил на 1-м месте регулярный чемпионат (выиграв Кубок Континента), а в плей-офф уступил московскому «Динамо» в финале конференции. В плей-офф 2014 года СКА выбыл во втором раунде (уступив «Локомотиву»); после этого, 4 апреля 2014 года, Ялонен и другие члены тренерского штаба покинули свои посты, а новым главным тренером СКА стал Вячеслав Быков.
В 2015 году возглавил молодёжную сборную Финляндии, которую привёл к золотым медалям на МЧМ 2016.
В 2016 году возглавил финский «Йокерит» выступающий в КХЛ.
В 2018 году вновь возглавил сборную Финляндии.
На ЧМ-2019 в Словакии завоевал со сборной золотые медали, обыграв хозяев чемпионата, а также сборные Швеции, России и дважды (в том числе в финале) сборную Канады.
В 2021 году дошел вместе с командой до финала ЧМ, где проиграл Канаде.
В 2022 году сделал "золотой дубль", выиграв вместе с командой последовательно и ОИ, и ЧМ, тем самым сделав Финляндию – второй страной в истории, выигравшей Олимпиаду и ЧМ по хоккею в один год. Ранее это сделала Швеция в 2006 году.

## Статистика (главный тренер)
(данные до 2001 г. не приведены)
| Команда                  | Турнир-сезон | Регулярный сезон | Регулярный сезон | Регулярный сезон | Регулярный сезон | Регулярный сезон | Регулярный сезон | Регулярный сезон | Регулярный сезон    | Плей-офф            | Плей-офф            | Плей-офф            |
| Команда                  | Турнир-сезон | И                | В                | ВО/ВБ            | Н                | ПО/ПБ            | П                | О                | Результат           | В                   | П                   | Результат           |
| ------------------------ | ------------ | ---------------- | ---------------- | ---------------- | ---------------- | ---------------- | ---------------- | ---------------- | ------------------- | ------------------- | ------------------- | ------------------- |
| ХПК                      | СМ-Л 2001-02 | 56               | 33               | 3                | 6                | 6                | 14               | 78               | 2 место             | 5                   | 3                   | 3 место             |
| ХПК                      | СМ-Л 2002-03 | 56               | 35               | 4                | 7                | 2                | 8                | 87               | 1 место             | 7                   | 6                   | 3-е место           |
| ХПК                      | СМ-Л 2003-04 | 56               | 27               | 3                | 7                | 2                | 17               | 69               | 4 место             | 4                   | 4                   | 4-е место           |
| ХПК                      | СМ-Л 2004-05 | 56               | 24               | 17               | -                | 2                | 13               | 108              | 3 место             | 5                   | 5                   | 3-е место           |
| ХПК                      | СМ-Л 2005-06 | 56               | 28               | 4                | -                | 10               | 14               | 102              | 3 место             | 10                  | 3                   | 1-е место           |
| ХПК                      | СМ-Л 2006-07 | 56               | 25               | 11               | -                | 5                | 15               | 102              | 3 место             | 5                   | 4                   | 3-е место           |
| Сборная Финляндии        | ЧМ 2009      | 7                | 3                | 2                | -                | 1                | 1                | -                | Выбыли в 1/4 финала | Выбыли в 1/4 финала | Выбыли в 1/4 финала | Выбыли в 1/4 финала |
| Сборная Финляндии        | ОИ 2010      | 6                | 4                | 0                | -                | 0                | 2                | -                | 3-е место           | 3-е место           | 3-е место           | 3-е место           |
| Сборная Финляндии        | ЧМ 2010      | 7                | 4                | 0                | -                | 1                | 2                | -                | Выбыли в 1/4 финала | Выбыли в 1/4 финала | Выбыли в 1/4 финала | Выбыли в 1/4 финала |
| Сборная Финляндии        | ЧМ 2011      | 9                | 5                | 3                | -                | 0                | 1                | -                | Выиграли ЧМ         | Выиграли ЧМ         | Выиграли ЧМ         | Выиграли ЧМ         |
| Сборная Финляндии        | ЧМ 2012      | 10               | 6                | 0                | -                | 0                | 4                | -                | 4-е место           | 4-е место           | 4-е место           | 4-е место           |
| СКА                      | КХЛ 2012-13  | 19               | 16               | 0                | -                | 0                | 3                | 48               | 1-е в Лиге          | 10                  | 5                   | Выбыли в 1/2 финала |
| Сборная Финляндии        | ЧМ 2013      | 10               | 5                | 2                | -                | 1                | 2                | -                | 4-е место           | 4-е место           | 4-е место           | 4-е место           |
| СКА                      | КХЛ 2013-14  | 54               | 30               | 5                | -                | 5                | 14               | 105              | 2-е на Западе       | 6                   | 4                   | Выбыли в 1/4 финала |
| Сборная Финляндии (мол.) | МЧМ 2016     | 7                | 6                | 0                | -                | 0                | 1                | -                | Выиграли МЧМ        | Выиграли МЧМ        | Выиграли МЧМ        | Выиграли МЧМ        |
| Йокерит                  | КХЛ 2016-17  | 60               | 23               | 6                | -                | 12               | 19               | 93               | 8-е на Западе       | 0                   | 4                   | Выбыли в 1/8 финала |
| Йокерит                  | КХЛ 2017-18  | 56               | 29               | 4                | -                | 8                | 15               | 103              | 3-е на Западе       | 6                   | 5                   | Выбыли в 1/4 финала |
| Сборная Финляндии        | ЧМ 2019      | 10               | 7                | 1                | -                | 1                | 1                | -                | Выиграли ЧМ         | Выиграли ЧМ         | Выиграли ЧМ         | Выиграли ЧМ         |
| Сборная Финляндии        | ЧМ 2021      | 10               | 6                | 2                | -                | 2                | 0                | -                | 2-е место           | 2-е место           | 2-е место           | 2-е место           |
| Сборная Финляндии        | ОИ 2022      | 6                | 5                | 1                | -                | 0                | 0                | -                | Выиграли ОИ         | Выиграли ОИ         | Выиграли ОИ         | Выиграли ОИ         |
| Сборная Финляндии        | ЧМ 2022      | 10               | 8                | 1                | -                | 1                | 0                | -                | Выиграли ЧМ         | Выиграли ЧМ         | Выиграли ЧМ         | Выиграли ЧМ         |